# Da A ad A
(Morgan parla della genesi di Da A ad A)
Da A ad A è il terzo album da solista del cantante italiano Morgan, pubblicato nel 2007 dalla BMG Ricordi.
Il sottotitolo del disco è Teoria delle catastrofi e si ispira all'omonima teoria matematica dichiarandola come una delle numerose fonti scientifiche, artistiche e letterarie da cui Morgan ha tratto ispirazione per quest'opera.

## Il disco
L'album è stato realizzato con la collaborazione di molti artisti esterni, fra cui la band di Morgan Le Sagome, l'ex compagna Asia Argento in Liebestod, i Lombroso (Dario Ciffo, ex Afterhours, ed Agostino Nascimbeni) in Tra 5 min., la figlia Anna Lou in U-Blue e l'arpista Cecilia Chailly in Una storia d'amore e di vanità. Franco Battiato ha invece mixato il brano Amore assurdo.
L'album doveva inizialmente essere un doppio cd con 18 tracce dal titolo Per Aspera ad Astra ed è, a detta dello stesso artista, un disco incompiuto, di cui sono rimaste 11 canzoni su di un unico disco.
Nella mente di Morgan, chi comprava il primo, si sarebbe dovuto successivamente recare al negozio (esibendo il disco), e avrebbe avuto in omaggio il secondo. L'idea è stata però bocciata dalla casa discografica per questioni commerciali.
Tra le canzoni rimaste escluse ci sono, Io non so chi sei, brano contenuto nel singolo di Tra 5 minuti, 23 roses (che sarà pubblicata nella raccolta È successo a Morgan, del 2008), Wicked Mama (colonna sonora del film di Asia Argento Ingannevole è il cuore più di ogni cosa, contenuta nell'edizione limitata di iTunes; la versione mix di Tra 5 minuti; La notte (cover di Salvatore Adamo), Il nostro concerto (cover di Umberto Bindi), inserita sia nella versione iTunes dell'album, sia nella raccolta del 2008; La sera (presentata al Festival di Sanremo 2010 ma poi esclusa) e i brani tuttora inediti L'anarchico corrotto e La tua Milano.

## Curiosità
Nella copertina dell'album è presente un ambigramma. Capovolgendo il cd, infatti, la parola Morgan si tramuterà nel nome di battesimo dell'artista: Marco.

## Tracce
Tutti i brani sono testo e musica di Marco Castoldi, tranne dove indicato.
1. Amore assurdo - 4:01
2. Da A ad A - 5:01 (Marco Castoldi, Mauro Mazzetti/Marco Castoldi)
3. Animali familiari - 4:00
4. Tra 5 min. - 2:55 (Marco Castoldi/Marco Castoldi, Dario Ciffo, Agostino Nascimbeni); con i Lombroso
5. Demoni nella notte - 4:36
6. Una storia d'amore e di vanità - 6:38
7. La verità - 4:51
8. U-Blue - 5:17; con Anna Lou Castoldi
9. La cosa - 6:08
10. Liebestod - 6:45 (Marco Castoldi, Asia Argento); con Asia Argento
11. Contro me stesso - 10:19

## Formazione
- Morgan - voce, basso (1,4,10,11), pianoforte (7,10,11), Fender Rhodes, percussioni, mellotron, glockenspiel, melodica, synth, pianoforte elettrico
- Giovanni Ferrario - chitarra acustica, chitarra elettrica Fender Stratocaster, sitar, chitarra ritmica
- Sergio Carnevale - batteria, percussioni
- Megahertz - basso (6,8), organo Hammond (2,5,8), tastiera, pianoforte
- Michele Guaglio - fisarmonica
- Marco Carusino - chitarra, voce (4)
- Enrico Gabrielli - clarinetto (1,3), flauto traverso (1,11), flauto dolce (9), sax (11)
- Badarà Seck - voce (11)

## Classifiche
| Classifica (2007) | Posizione massima |
| ----------------- | ----------------- |
| Italia            | 28                |